# Parafia Narodzenia Najświętszej Maryi Panny w Łękawie
Parafia pw. Narodzenia Najświętszej Maryi Panny w Łękawie – rzymskokatolicka parafia wchodząca w skład dekanatu bełchatowskiego archidiecezji łódzkiej.

## Historia kościoła i parafii
Pierwszy kościół z 1773 r. modrzewiowy spłonął 26 marca 1941 r., drugi, już nieistniejący, przeniesiony został z Łodzi (z parafii św. Antoniego) w 1951 r. W październiku 1996 r., po otrzymaniu przez parafię spadku w wysokości 7700 funtów po śp. Antoninie Zalewskiej z d. Madejczyk, zmarłej w Anglii, pojawiła się myśl budowy nowej, murowanej świątyni. Po uzyskaniu zgody Arcybiskupa Łódzkiego i załatwieniu wszelkich formalności 22 kwietnia 1997 r. przystąpiono do budowy nowej świątyni według projektu arch. Dariusza Witasiaka i Pawła Marciniaka. Murarzami byli górale z Kacwina. Przy wielkiej ofiarności i zaangażowaniu parafian oraz darczyńców: KWB Bełchatów, Elektrowni Bełchatów, Stomilu Bełchatów, Wójta Gminy Bełchatów i indywidualnych ofiarodawców w ciągu jednego roku została wybudowana nowa, murowana świątynia. Ze względu na to, iż stary kościół był w centralnym miejscu placu kościelnego, trzeba było obudowywać istniejącą świątynię. Dzięki temu wierni nie byli pozbawieni Domu Bożego. Kamień węgielny poświęcony przez Jana Pawła II w Łodzi 13 czerwca 1987 r. został wmurowany przez bpa Adama Lepę 20 lipca 1997 r. jako wotum wdzięczności w 10. rocznicę wizyty Ojca Świętego w Łodzi. Po 11 miesiącach stanęła już nowa świątynia i można było stary kościół rozebrać. W Niedzielę Palmową 5 kwietnia 1998 r. została odprawiona pierwsza msza św. w nowej świątyni. Trwały dalsze prace wykończeniowe, 7 czerwca 1998 r. abp Władysław Ziółek dokonał poświęcenia świątyni, ofiarowanej Panu Bogu u progu trzeciego tysiąclecia chrześcijaństwa. 12 września 1999 r. bp Adam Lepa dokonał aktu konsekracji świątyni.
Parafia została erygowana 1 stycznia 1931 roku przez wyłączenie się z parafii pw. Wszystkich Świętych w Grocholicach.

## Zasięg parafii
Do parafii należą wierni z miejscowości: Kalisko (1 km), Kąsie (2 km), Łękawa, Wólka Łękawska (3 km), Zawadów (3 km).